# Upłazkowa Baszta

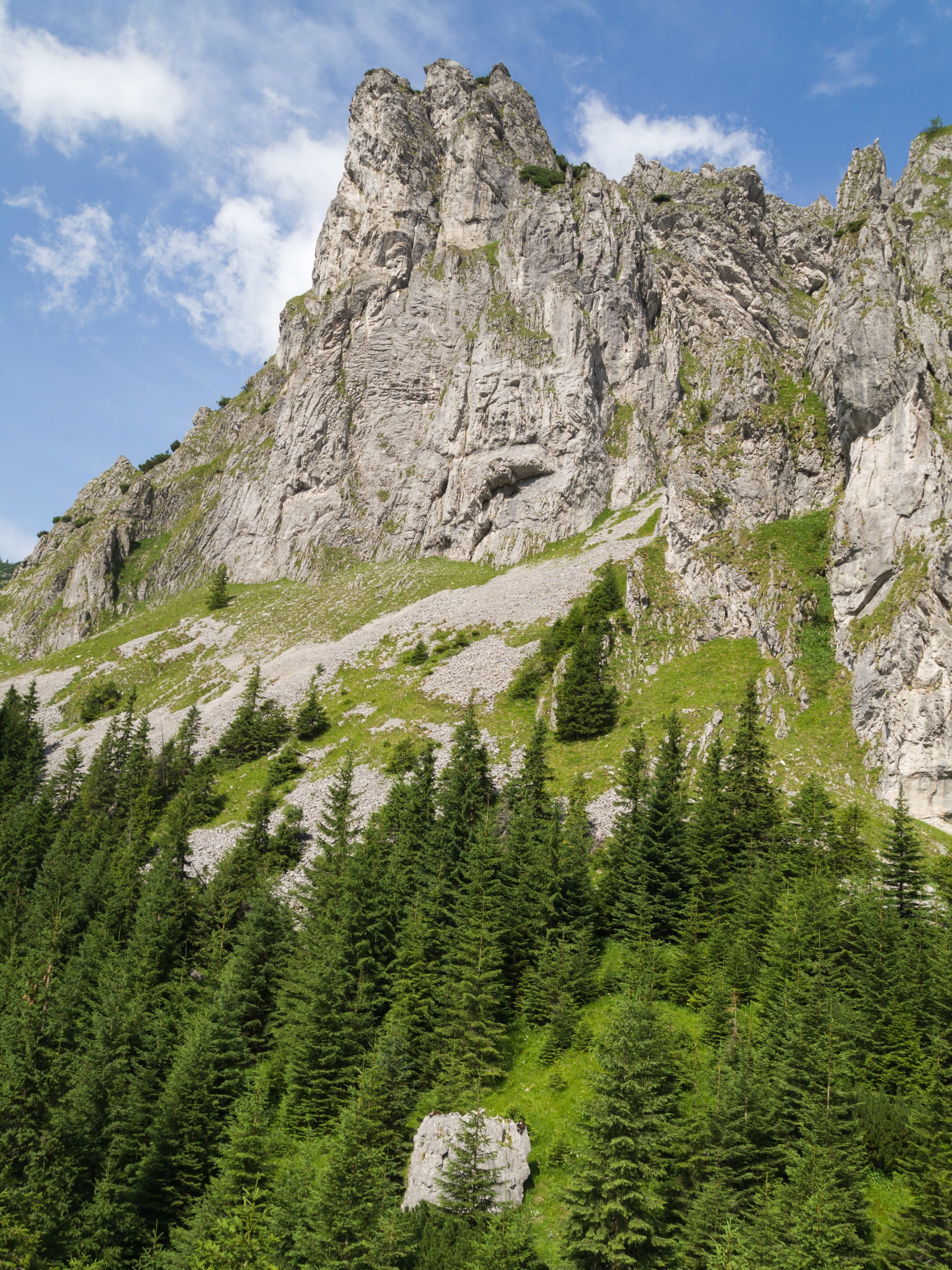
Południowo-zachodnia ściana Upłazkowej Baszty

Upłazkowa Baszta (ok. 1515 m) – turnia w orograficznie prawych zboczach Doliny Kościeliskiej w Tatrach Zachodnich. Znajduje się w grani opadającej na północny zachód z wierzchołka Upłazkowej Turni do Przełęczy za Saturnem (ok. 1350 m), tuż powyżej tej przełęczy. Od położonego wyżej Upłazkowego Kopiniaka oddzielona jest Przełączką za Upłazkową Basztą (ok. 1500 m) oraz Upłazkowymi Wrótkami (ok. 1505 m). Pomiędzy tymi siodełkami znajduje się niewielki, bezimienny ząb skalny

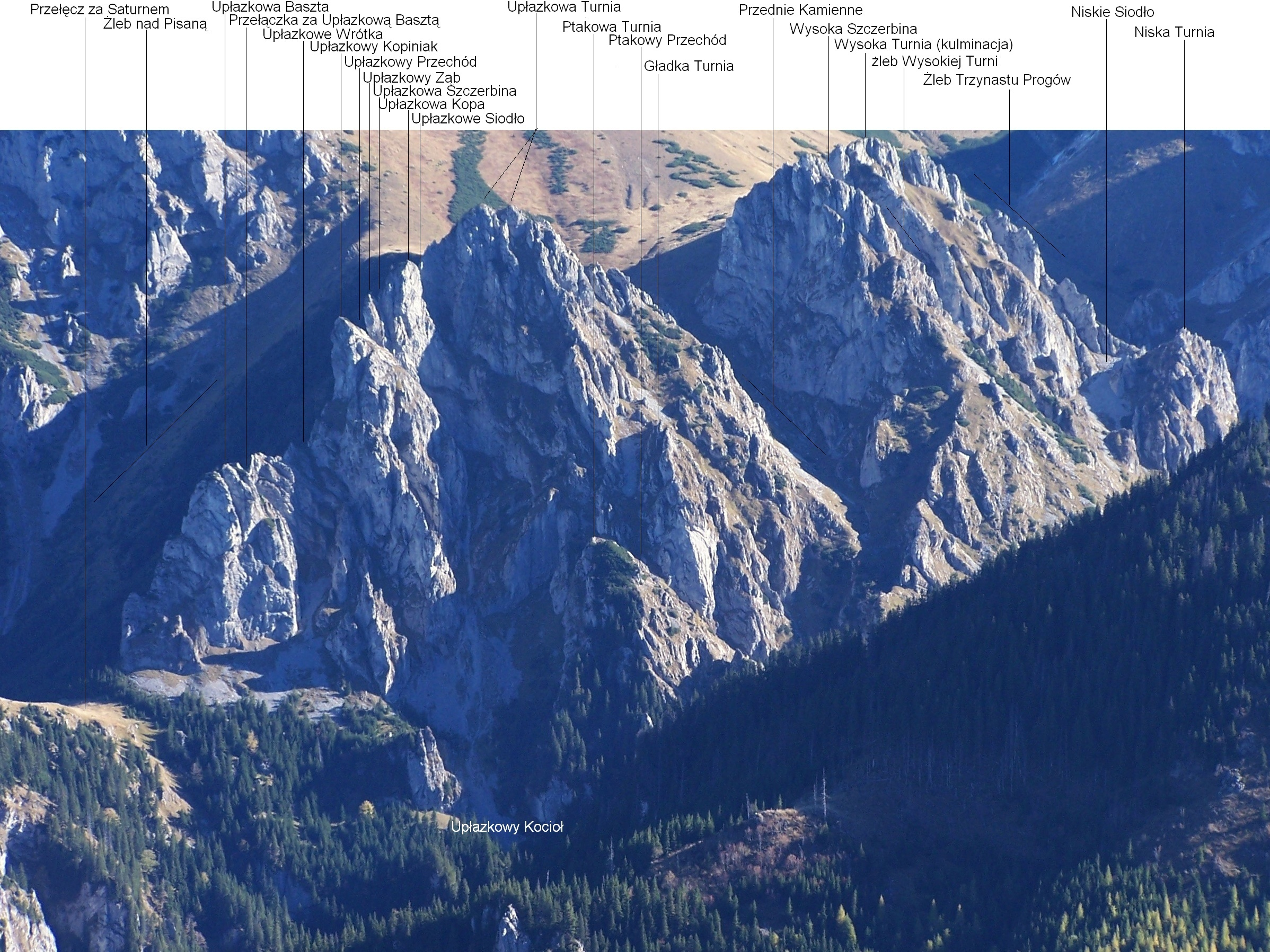
Widok z Ornaku

Grań północno-zachodnia turni ma postać dwuczęściowego uskoku o podstawie znajdującej się kilkadziesiąt metrów powyżej przełęczy. Południowo-zachodnia ściana Upłazkowej Baszty, opadająca w stronę Wąwozu Kraków, jest skalista i ma wysokość około 100 m. W górnej jej części znajduje się duże kominowate zacięcie, doprowadzające do siodełka między dwoma wierzchołkami turni. Również ściana północna, opadająca do Żlebu nad Pisaną ma podobną wysokość, ale jest bardziej trawiasta. Z siodełka między wierzchołkami opada do niego wąski i stromy żlebek. Przez jego górną część prowadzi najłatwiejsza droga na turnię (0+).
W ścianach Upłazkowej Baszty wytyczono kilka dróg wspinaczkowych o trudności do VII- w skali tatrzańskiej.